# دوري جرينلاند لكرة القدم 2003
دوري جرينلاند لكرة القدم 2003 هو موسم من دوري جرينلاند لكرة القدم. فاز فيه Kissaviarsuk-33 ‏.